# Шамахинський район
Шамахинський район (азерб. Şamaxı rayon) — адміністративний район в Азербайджані з центром в місті Шамахи.
Створений 8 серпня 1930 року. Його площа становить 1,611 тис. км².

## Населення

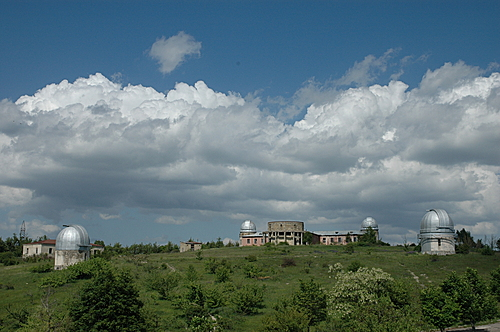
Шамахинська астрофізична обсерваторія

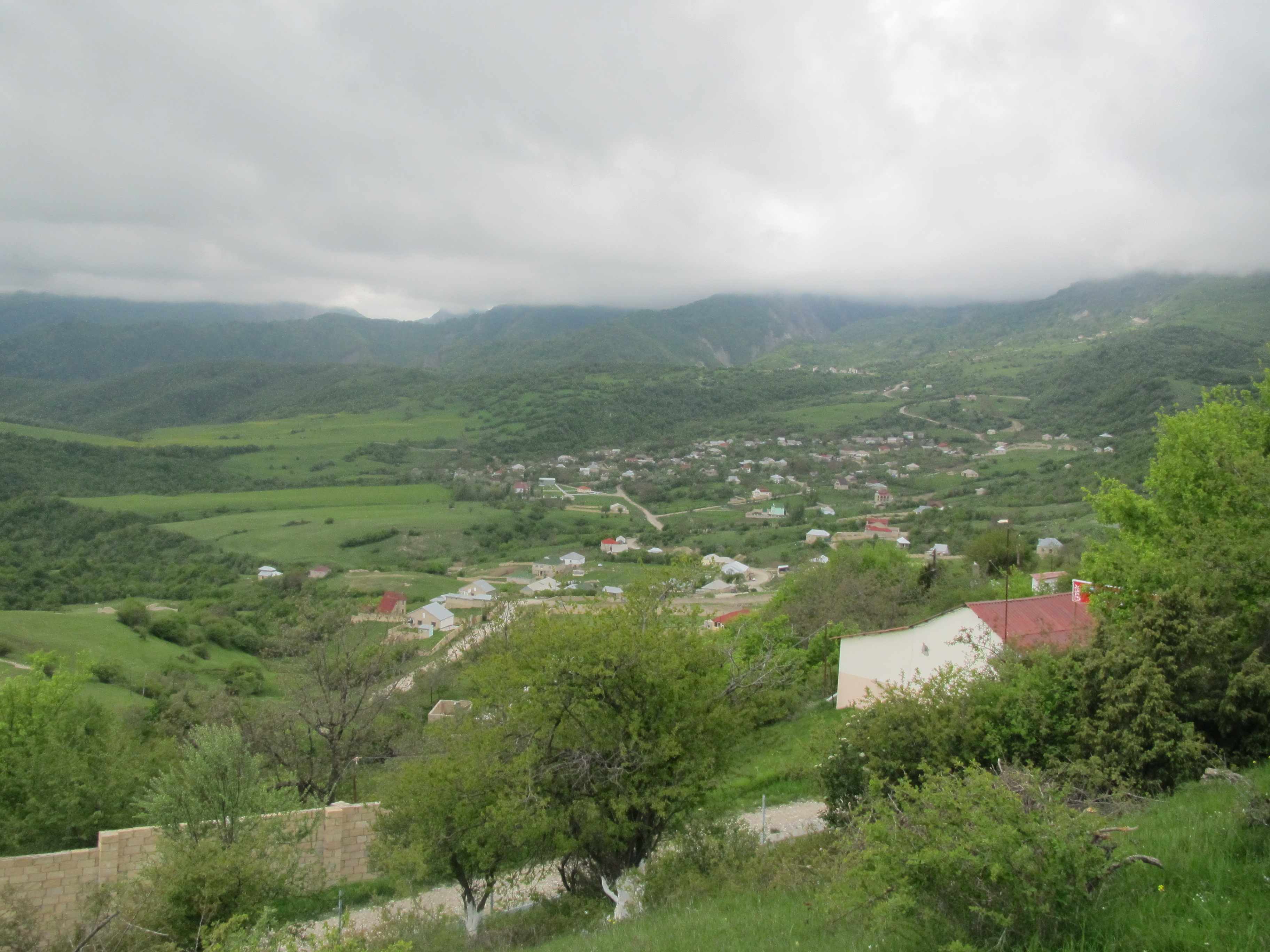
Село у горах

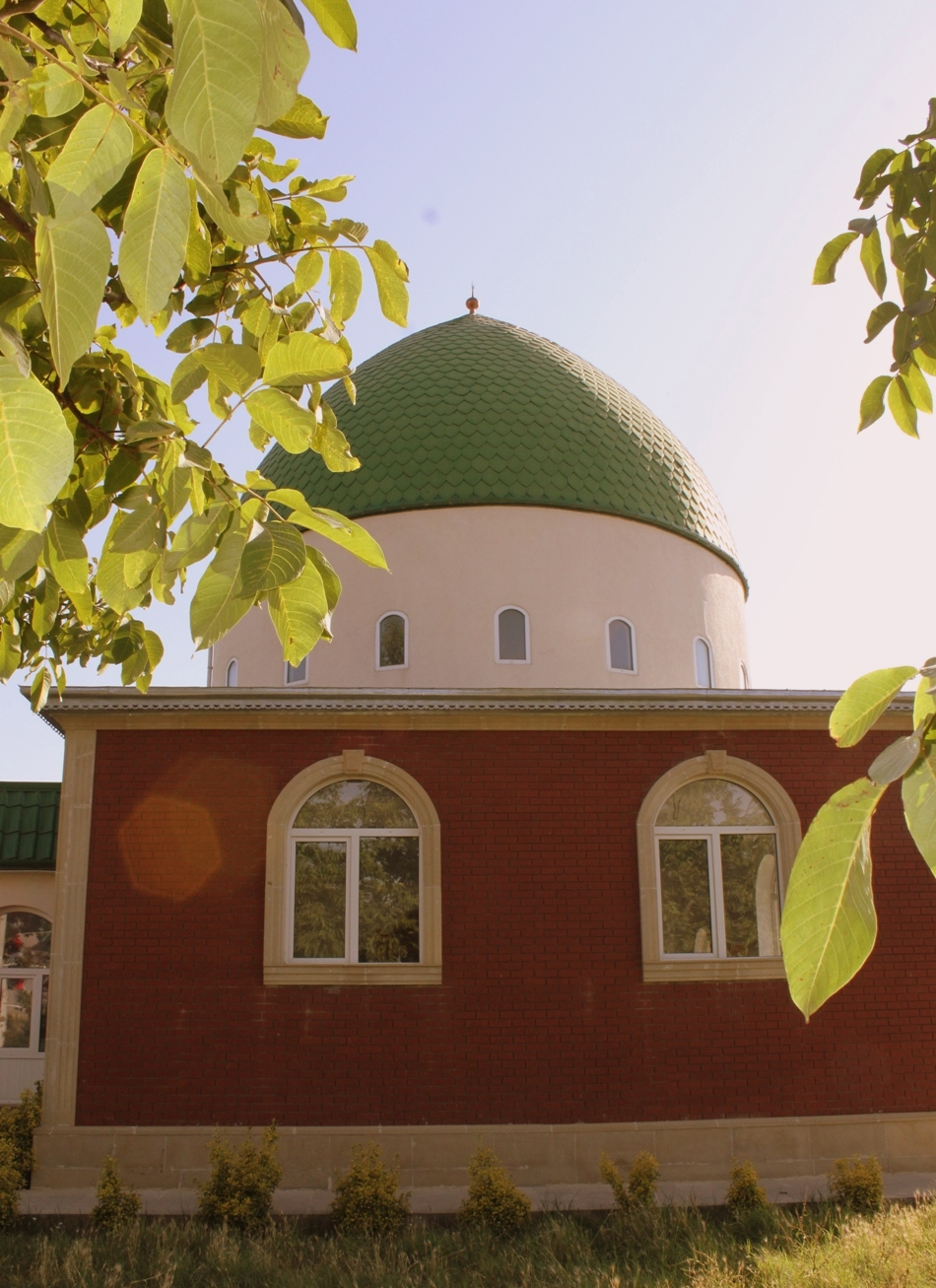
Мечеть

Населення — 92,5 тис. чоловік. Середня щільність населення становить 57 людей на квадратний кілометр. Сільське населення району (52,71%) перевищує міське (47,29%). 48,9% населення складають чоловіки, 51,1% — жінки. Національний склад населення представлений в основному азербайджанцями. У районі також проживають турки, росіяни, лезгини, татари, українці і представники інших національностей.

## Економіка
Територією Шамахинського району не проходять залізниці. Тут проходить 34-кілометрова ділянка автомобільної дороги республіканського значення і належить до I та II категорій. Велика частина вантажів, що перевозяться територією регіону припадає на частку нетранспортного сектора. Валове виробництво продукції Шамахинського району в 2005 році склало 47,2 млн. манатів. Роздрібний товарообіг в районі дорівнює 20,0 млн манатів, що становить 0,65% республіканського товарообігу. Також у районі вироблено промислової продукції на 2 519,6 тис. манатів. Шамахинський район спеціалізується в основному на рослинництві та тваринництві. Велика частина населення займається зерноводством, виноградарством, скотарством, вівчарством і бджільництвом. У 2005 році в регіоні було вироблено сільськогосподарської продукції на 17 млн манатів, 47,2% з яких припадали на частку рослинництва, 52,8% — тваринництва. В наш час[коли?] в результаті реалізованих заходів у районі розвивається виноградарство і виноробство. В порівнянні з іншими регіонами Гірського Ширвана тільки в Шамахинському районі розвивається виноградарство. Водночас у регіоні розвинене тваринництво. Одне з провідних місць в економіці району займає птахівництво. В наш час[коли?] в районі міститься 170 тис. голів птахів і діє одне приватне птахівниче господарство.
У жовтні 2017 року на території району відкрито сафарі-парк.

## Відомі особистості
У районі народився:
- Абульгасан Алекперзаде (1906—1986) — азербайджанський радянський письменник (с. Баскалі).